# 伊斯兰促进会
伊斯兰促进会（波斯语：جمعیت اسلامی افغانستان）是阿富汗最古老的伊斯兰政党，由穆斯林兄弟会成立。这个政党支持社群主义，被认为是一个温和的政党。在1979年阿富汗战争和阿富汗内战期间是最强大的圣战者组织之一。支持此政党的大多是阿富汗北部和西部的塔吉克族。1968年至2011年期间此政党的领导人是阿富汗前总统布尔汉努丁·拉巴尼。